# FC Ahal
El FC Ahal (en turcomano: Ahal Änew Futbol Kluby) es un equipo de fútbol de Turkmenistán que juega en la Ýokary Liga, la liga de fútbol más importante del país.

## Historia
Fue fundado en el año 1989 en la ciudad de Abadan, en la provincia de Ahal y nunca han sido campeones de la Ýokary Liga, siendo su título más importante el de copa obtenido en la temporada 2013 luego de vencer en la final al FK Altyn Asyr. 
A nivel internacional ha participado en tres torneos continentales en donde nunca ha podido superar la fase de grupos.

## Palmarés
- Copa de Turkmenistán: 3

2013, 2014, 2017
- Supercopa de Turkmenistán: 1

2017

## Participación en competiciones de la AFC
| Temporada | Torneo               | Ronda         | Club           | Casa          | Visita        | Global        |
| --------- | -------------------- | ------------- | -------------- | ------------- | ------------- | ------------- |
| 2015      | AFC Cup              | Preliminar    | Dordoi Bishkek | 3–0           | –             | 3–0           |
| 2015      | AFC Cup              | Preliminar    | Fanja          | –             | 3–2           | 3–2           |
| 2015      | AFC Cup              | Grupo D       | Qadsia         | 0–1           | 0–2           | 4º Lugar      |
| 2015      | AFC Cup              | Grupo D       | Istiklol       | 1–2           | 2–5           | 4º Lugar      |
| 2015      | AFC Cup              | Grupo D       | Erbil          | 2–1           | 3–2           | 4º Lugar      |
| 2018      | AFC Cup              | Grupo D       | Istiklol       | 0–1           | 0–1           | 3º Lugar      |
| 2018      | AFC Cup              | Grupo D       | Altyn Asyr     | 0–0           | 0–1           | 3º Lugar      |
| 2018      | AFC Cup              | Grupo D       | Alay           | 5–0           | 3–2           | 3º Lugar      |
| 2019      | AFC Cup              | Preliminar    | Alay           | 1–0           | 2–1           | 3–1           |
| 2019      | AFC Cup              | Preliminar    | Khujand        | 1–1           | 0–0           | 1–1(a)        |
| 2020      | AFC Cup              | Preliminar    | Alay           | Descalificado | Descalificado | Descalificado |
| 2021      | AFC Cup              | Grupo E       | Dordoi Bishkek | 2–0           | 2–0           | 1º Lugar      |
| 2021      | AFC Cup              | Grupo E       | Ravshan Kulob  | 3–1           | 3–1           | 1º Lugar      |
| 2021      | AFC Cup              | Final de zona | Nasaf Qarshi   | 2–3           | 2–3           | 2–3           |
| 2022      | AFC Champions League | Grupo C       | Foolad FC      | 0–1           | 0–1           | 4º Lugar      |
| 2022      | AFC Champions League | Grupo C       | Al-Gharafa     | 4–2           | 0–2           | 4º Lugar      |
| 2022      | AFC Champions League | Grupo C       | Shabab Al-Ahli | 1–1           | 1–2           | 4º Lugar      |